# Премия имени А. О. Ковалевского

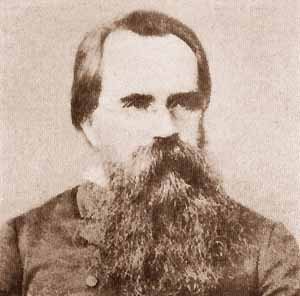
А. О. Ковалевский

Премия имени А. О. Ковалевского — научная награда Академии наук СССР и Российской академии наук.
Была учреждена в 1940 году с формулировкой «за выдающиеся заслуги в области эмбриологии».
Присуждается Отделением общей биологии (ООБ) Российской академии наук «за выдающиеся работы в области биологии развития, общей, сравнительной и экспериментальной эмбриологии беспозвоночных и позвоночных животных».
Премия названа в честь выдающегося русского биолога и эмбриолога-эволюциониста, академика Александра Онуфриевича Ковалевского.

## Награждённые учёные
Источник:.
- 1961 — Георгий Викторович Лопашов — за работу «Механизмы развития зачатков глаз в эмбриогенезе позвоночных», издание Академии наук СССР, Москва, 1960 г.
- 1964 — Иван Иванович Шмальгаузен, Алексей Сергеевич Северцов, Наталья Сергеевна Лебёдкина, Ирина Михайловна Медведева, Елена Дмитриевна Регель — за серию эмбриолого-морфологических работ по проблеме происхождения наземных позвоночных, опубликованных в 1959-64 гг.
- 1967 — Татьяна Антоновна Детлаф — За серию работ по эмбриологии рыб и амфибий
- 1970 — Анна Самойловна Гинзбург — за монографию «Оплодотворение у рыб и проблема полиспермии», издание 1968 г.
- 1973 — Елена Александровна Бабурина — за монографию «Развитие глаз у круглоротых и рыб в связи с экологией», издание 1972 г.
- 1976 — Николай Николаевич Дислер — за серию работ по теме «Эколого-морфологические закономерности развития органов чувств системы боковой линии рыб».
- 1979 — Галина Михайловна Игнатьева — за монографию «Ранний эмбриогенез рыб и амфибий (сравнительный анализ временных закономерностей развития)».
- 1983 — Татьяна Александровна Гинецинская — за цикл работ «Онто- и филогенез трематод».
- 1985 — Екатерина Николаевна Поливанова — за монографию «Функциональный аспект эмбриогенеза насекомых».
- 1988 — Екатерина Викторовна Райкова — за серию работ «Цитологическое исследование внутриклеточного паразита ооцитов осетровых рыб Polypodium hydriforme (Coelenterata) и вызываемых ими нарушений онтогенеза».
- 1991 — Александр Трофимович Михайлов — за серию работ «Эмбриональные индукторы».
- 1994 — Владимир Леонидович Касьянов — за цикл работ «Размножение и развитие морских двухстворчатых моллюсков и иглокожих».
- 1997 — Александр Ильич Зотин — за серию работ «Феноменологическая теория развития, роста и старения организмов».
- 2000 — Николай Дмитриевич Озернюк — за цикл работ «Формирование системы энергообеспечения в онтогенезе животных и основы стабильности процессов развития».
- 2003 — Игорь Сергеевич Захаров — за цикл работ «Исследование механизмов дифференцировки и трансдифференцировки клеток в сравнительном ряду позвоночных».
- 2003 — Ольга Георгиевна Строева — за цикл работ «Исследование механизмов дифференцировки и трансдифференцировки клеток в сравнительном ряду позвоночных».
- 2006 — Андрей Георгиевич Зарайский — за цикл работ «Гомеобоксные гены класса ANF — регуляторы раннего развития головного мозга позвоночных».
- 2009 — Борис Александрович Кузин — за цикл работ «Молекулярные и клеточные механизмы морфогенетических процессов у животных».
- 2009 — Лев Владимирович Белоусов — за цикл работ «Молекулярные и клеточные механизмы морфогенетических процессов у животных».
- 2012 — Эмилия Ивановна Воробьёва — за цикл работ «Закономерности и механизмы морфогенетических процессов в эволюционной биологии развития животных».
- 2015 — Валерия Васильевна Исаева — за цикл работ «Исследование закономерностей и механизмов морфогенеза в развитии и эволюции животных».
- 2018 — Елена Николаевна Темерева и Владимир Васильевич Малахов — за цикл работ «Исследования по сравнительной эмбриологии, морфологии и филогении форонид»[3].
- 2021 — Мария Анатольевна Александрова и Элеонора Норайровна Григорян за цикл работ «Регенерация и восстановление тканей: стволовые клетки, конверсия дифференцированных клеток, онтогенетическая зависимость».